# Cyperochloa hirsuta
Cyperochloa es un género monotípico de plantas herbáceas perteneciente a la familia de las poáceas. Su única especie: Cyperochloa hirsuta Lazarides & L.Watson, es originario del sudoeste de Australia.

## Descripción
Son plantas perennes, nervudas (notablemente con el aspecto de las juncias, formando colonias de hasta 2 m de diámetro) ; cespitosas con culmos que alcanzan un tamaño de 7-50 cm de alto; herbácea ; no ramificada arriba. Nodos de los culmos erectos, cilíndricos, glabros o pubescentes el nodo superior. Entrenudos de los culmos sólidos. Los brotes jóvenes intravaginales. Hojas en su mayoría basales ; no auriculadas (pero la lígula continua con pelos en las puntas laterales de la funda). Las láminas se estrechan; recurvadas, setaceas; enrolladas; no pseudopetioladas; persistentes. Lígula con una franja de pelos (cortos, densos). Contra-lígula ausente. Plantas bisexual, con espiguillas bisexuales; con flores hermafroditas. Inflorescencia con pocas espiguillas (generalmente 2-5); paniculadas (transmitidas sobre un pedúnculo muy corto, subtendido por una hoja terminal corta enfundados con una lámina reducida); capitado (que consta de 2-5 espiguillas bracteadas); espateada (la inflorescencia subtendida por la espata en forma de hoja, y cada espiguilla por una pequeña bráctea similar a la gluma) ; no comprende inflorescencias parciales y de los órganos foliares. Fértil espiguilla con eje persistente. Las espiguillas son sésiles a subsésiles.

## Taxonomía
Cyperochloa hirsuta fue descrita por Lazarides & L.Watson y publicado en Brunonia 9(2): 216. 1986.
Etimología
Cyperochloa nombre genérico que deriva de las palabras griegas chloé (hierba), y aludiendo a la forma de Cyperus de la inflorescencia. 
hirsuta: epíteto latíno que significa "peluda".